# 우리기술투자
우리기술투자(Woori Technology Investment)는 벤처캐피털 사업을 영위하는 코스닥 상장 기업이다. 1996년 설립되어 2000년 코스닥시장에 상장하였다. 정보통신, 반도체, 소프트웨어, 바이오, 환경 등 국내 벤처산업 전반에 걸친 꾸준한 투자활동을 보여왔다. 100억원 규모의 우리초기투자조합 12호 등 다수의 투자조합을 결성하였다.
여신전문금융업법상 신기술사업금융업, 시설대여업 및 할부금융업을 영위하고 있다. 2006년 신기술사업금융업을 등록하였으며, 2007년에는 여신전문금융업법에 따라 자본금 400억원으로 증자하여 시설대여업과 할부금융업을 추가로 등록하였다.
2012년까지 적자를 보아왔으나 정부의 벤처 기업 활성화 정책에 힘입어 2013년부터 흑자로 전환했다.

## 같이 보기
- 동전주
- 동전주 테마
- 테마주
- 벤처캐피털

## 유사 업종의 회사
- 제미니투자
- SBI인베스트먼트